# Incidente da Irmã Hong em Nanquim
O incidente da Irmã Hong em Nanquim (em chinês: 南京红姐事件; pinyin: Nánjīng hóng jiě shìjiàn) é um escândalo amplamente divulgado que surgiu em julho de 2025, envolvendo um homem de 38 anos de Nanquim, China, que supostamente se passou por uma mulher, "Irmã Hong" (chinês: 红姐; pinyin: Hóng Jiě, literalmente 'Irmã Vermelha'; mais divulgado internacionalmente como Sister Hong), e se envolveu em atos sexuais com mais de mil e seiscentos homens. Os encontros foram filmados e os vídeos posteriormente circularam online. A investigação está em andamento e gerou ampla cobertura da mídia e debate público em regiões de língua chinesa e internacionalmente, gerando muitos memes e conteúdo derivado na internet.

## Incidente
De acordo com relatos da mídia, o indivíduo no centro do escândalo, um homem de 38 anos de sobrenome Jiao (chinês: 焦; pinyin: Jiāo), adotou a persona online de "Irmã Hong". Apresentando-se como mulher, ele teria arranjado e participado de encontros sexuais com diversos parceiros do sexo masculino. Esses encontros foram sistematicamente registrados. Relatos na plataforma de mídia social Xiaohongshu indicam que o método de Jiao envolvia se apresentar como uma mulher casada em aplicativos de namoro, atraindo assim homens especificamente atraídos pela fantasia de relações íntimas com a esposa de outra pessoa.
O incidente ganhou maior atenção pública quando esses vídeos explícitos começaram a ser compartilhados e vendidos em diversas plataformas online. A escala dos vídeos e o número de homens envolvidos rapidamente tornaram "Irmã Hong" um tópico viral nas mídias sociais chinesas. Rumores e especulações online iniciais, que devem ser tratados com cautela, alegavam que mais de 1.600 homens haviam se envolvido. Ele operava oferecendo "serviços sexuais gratuitos" para atrair homens, dispensando pagamentos em dinheiro. Em vez de uma taxa, exigia que trouxessem um pequeno presente como condição para o encontro, como meio barril de óleo de amendoim, frutas, leite ou um pequeno eletrodoméstico. As vítimas incluem estudantes universitários, jovens profissionais, frequentadores de academia e estrangeiros. Para lucrar com as imagens do vídeo, ele criou um grupo online onde compartilhava os clipes, cobrando uma taxa de 150 yuans (US$ 21) para a inscrição.
Além disso, alguns indivíduos teriam retornado em diversas ocasiões para se envolver em atividades sexuais com Jiao. Reportagens da mídia descreveram certos visitantes como bem-vestidos e fisicamente atraentes, usando termos como "carne fresca pequena" (uma expressão coloquial para homens jovens e bonitos) e "homens heterossexuais de alta qualidade". Também foi relatado que Jiao manteve relações sexuais desprotegidas com alguns desses visitantes.

## Investigação e prisão
No início de julho de 2025, a polícia de Nanquim iniciou uma investigação sobre o assunto. Isso levou à prisão de um homem sob a identidade de "Irmã Hong" em 6 de julho. Ele enfrenta acusações relacionadas à produção e distribuição de materiais obscenos. As autoridades têm trabalhado para remover os vídeos ilícitos da internet e instado o público a cessar sua divulgação.
Embora ele tenha alegado ter se envolvido com 1.691 homens, a polícia descartou o número, considerando-o um exagero. As autoridades não divulgaram um número definitivo de parceiros, nem especificaram quanto Jiao lucrou com os vídeos. Rumores online alegavam que a Irmã Hong era portadora do HIV e havia infectado 11 pessoas. No entanto, as autoridades não confirmaram esses números, e a veracidade dessas alegações permanece sem comprovação.

## Reação
A hashtag "紅姐" dominou a popular rede social chinesa Weibo em 8 de julho, alcançando o primeiro lugar nos trending topics com mais de 200 milhões de visualizações.
Após a divulgação dos vídeos, alguns dos homens foram identificados por conhecidos, enquanto seus perfis nas redes sociais foram descobertos independentemente por observadores online. Uma mulher teria reconhecido seu noivo entre as fotos e pediu o divórcio.
Em resposta, o Centro de Controle e Prevenção de Doenças de Nanquim (CDC) está oferecendo exames de saúde para qualquer pessoa com suspeita de exposição a doenças sexualmente transmissíveis (DSTs). Citando leis de privacidade médica, a agência não confirmou o status de infecção de Jiao.
O incidente rapidamente se tornou uma sensação global na internet. Inspirou uma vasta gama de conteúdo derivado, incluindo memes da internet, paródias geradas por IA e até tutoriais de moda sobre como reproduzir o estilo "Irmã Hong". O fenômeno online viu usuários empregando inteligência artificial para inserir a imagem da Irmã Hong em anúncios falsos, embalagens de brinquedos e pôsteres de paródias para dramas de televisão. A notoriedade também abriu oportunidades comerciais. Varejistas de perucas, por exemplo, capitalizaram o incidente com anúncios satíricos ou quase irônicos. Algumas campanhas promoveram guias sobre como "atrair homens de alta qualidade" usando "itens essenciais" inspirados na aparência de Jiao — como perucas de corte reto, máscaras faciais de cores sólidas, blusas floridas e saias longas pretas.
Um filtro de realidade aumentada chamado "Desafio do Filtro da Irmã Hong" também apareceu no Instagram. Ele coloca o usuário em uma recriação realista do famoso quarto de Jiao, usando a cama e as paredes dos vídeos como pano de fundo e rotulando a cena com o texto em tailandês para "Quarto Mistério", atraindo muitos usuários.
Uma peça teatral vietnamita apresentou uma personagem baseada na Irmã Hong. O ator fez apenas uma breve saudação antes de sair prontamente do palco, mas sua aparição por si só arrancou aplausos entusiasmados de todo o público.